# قره‌جزلو
قره‌جزلو (به لاتین: Qaracüzlü) یک منطقه مسکونی در جمهوری آذربایجان است که در شهرستان قبوستان واقع شده است. قره‌جزلو ۲۱۵ نفر جمعیت دارد.